# Pultenaea rosmarinifolia
Pultenaea rosmarinifolia är en ärtväxtart som beskrevs av John Lindley. Pultenaea rosmarinifolia ingår i släktet Pultenaea och familjen ärtväxter. Inga underarter finns listade i Catalogue of Life.